# 等待黎明
《等待黎明》（英語：Hong Kong 1941），是1984年上映的一部香港劇情片，由梁普智執導，周潤發、萬梓良、葉童、谷峰、石堅、秦沛等主演。電影講述香港淪陷時期的一段亂世愛情故事。周潤發憑本片榮獲第29屆亞太影展最佳男主角及第22屆金馬獎最佳男主角雙料影帝。

## 劇情
故事發生於1941年的香港，貧窮小子黃克強（萬梓良 飾）與米商老闆之女夏育男（葉童 飾）一直青梅竹馬，雙方想結爲終生伴侶，但夏育男之父夏中生（石堅 飾）作為米商老闆，卻期盼日軍早點打到來，令他可以大發國難財，他亦反對黃克強與其女交往，希望把女兒嫁給富家子弟。在一次搶糧的騷亂中，黃克強與戲班出身的底層青年葉劍飛（周潤發 飾）結成好友，葉劍飛多次想逃離香港，但沒有一次成功。12月初日軍入侵香港，英軍防守失敗，香港黑社會份子在戰亂期間則趁機搶掠，之後香港淪陷，日軍佔領香港，當晚夏育男慘遭巡警強姦，黃克強為了報仇而把巡警打死，此刻夏中生終允許黃克強娶其女兒。葉劍飛為了取得乘船離開香港的通行證，於是奉承日本人，讓自己可利用與日本人合作的身份逃離已淪陷的香港，但他當漢奸的同時也暗地裡幫助革命者。後來，他們三人登上一艘駛離香港的難民船，但航行期間卻不幸遇上日軍巡邏艇......

## 角色
| 演員   | 角色   | 備註         |
| 周潤發 | 葉劍飛 |              |
| 萬梓良 | 黃克強 |              |
| 葉童   | 夏育男 | 米商老闆之女 |
| 石堅   | 夏中生 | 米商老闆     |
| 谷峰   | 水亞大 |              |
| 秦沛   | 花榮   | 巡警         |
| 翁世傑 | 金澤   | 日本軍官     |
|        | 十三妹 | 葉劍飛之姨母 |
| 午馬   | 廖仁謀 | 漢奸         |
| 韓義生 | 毛細九 |              |

## 獎項
| 年份 | 頒獎典禮            | 獎項       | 獲提名 | 結果 |
| ---- | ------------------- | ---------- | ------ | ---- |
| 1984 | 第29屆亞太影展      | 最佳男主角 | 周潤發 | 獲獎 |
| 1985 | 第4屆香港電影金像獎 | 最佳影片   |        | 提名 |
| 1985 | 第4屆香港電影金像獎 | 最佳導演   | 梁普智 | 提名 |
| 1985 | 第4屆香港電影金像獎 | 最佳劇本   | 陳冠中 | 提名 |
| 1985 | 第4屆香港電影金像獎 | 最佳男演員 | 周潤發 | 提名 |
| 1985 | 第4屆香港電影金像獎 | 最佳女演員 | 葉童   | 提名 |
| 1985 | 第4屆香港電影金像獎 | 最佳女配角 | 倩     | 提名 |
| 1985 | 第4屆香港電影金像獎 | 最佳攝影   | 黎萃明 | 獲獎 |
| 1985 | 第4屆香港電影金像獎 | 最佳剪接   | 張耀宗 | 提名 |
| 1985 | 第4屆香港電影金像獎 | 十大華語片 |        | 獲獎 |
| 1985 | 第22屆金馬獎        | 最佳劇情片 |        | 提名 |
| 1985 | 第22屆金馬獎        | 最佳男主角 | 周潤發 | 獲獎 |
| 1985 | 第22屆金馬獎        | 最佳男主角 | 萬梓良 | 提名 |